# Magic Kitchen

Magic Kitchen (Moh waan chue fong) est un film hongkongais réalisé par Lee Chi-Ngai, sorti en 2004.

## Synopsis
Yau est la propriétaire et la cuisinière d'un restaurant à succès. Mais sa vie sentimentale est plutôt morne. Au cours d'une émission de télévision, elle rencontre son ex-amour Chuen, qui lui annonce qu'il va épouser sa meilleure amie. Folle de rage, elle décide de profiter de l'émission pour se venger.

## Fiche technique
- Titre : Magic Kitchen
- Titre original : Moh waan chue fong
- Réalisation : Lee Chi-Ngai
- Scénario : Lee Chi-Ngai
- Pays d'origine : Hong Kong
- Genre : Comédie sentimentale, Comédie
- Durée : 105 minutes

## Distribution
- Sheila Chan : Mère de Yau
- Sammi Cheng : Yau
- Nicola Cheung : Kwai
- Stephen Fung : Joseph
- Asuka Higuchi : Présentateur du "King Chef Show"
- Andy Lau : Chuen Yao
- Law Kar-ying : Père de Yau
- Maggie Q : May
- Anthony Wong : Tony Ho
- Michael Wong : Mook
- Daniel Wu : Kevin
- Jerry Yan : Ho